# Una salus victis, nullam sperare salutem
La locuzione latina Una salus victis, nullam sperare salutem, tradotta letteralmente, significa "Una sola salvezza  resta ai vinti, non sperare nella salvezza" (Virgilio, Eneide, II, 354)
Il verso esprime il coraggio della disperazione che Enea cercava d'infondere nei suoi compagni durante l'ultima cruenta, anche se inutile, difesa di Troia.